# Zornia latifolia
Zornia latifolia är en ärtväxtart som beskrevs av James Edward Smith. Zornia latifolia ingår i släktet Zornia och familjen ärtväxter.

## Underarter
Arten delas in i följande underarter:
- Z. l. bernardinensis
- Z. l. latifolia

## Bildgalleri

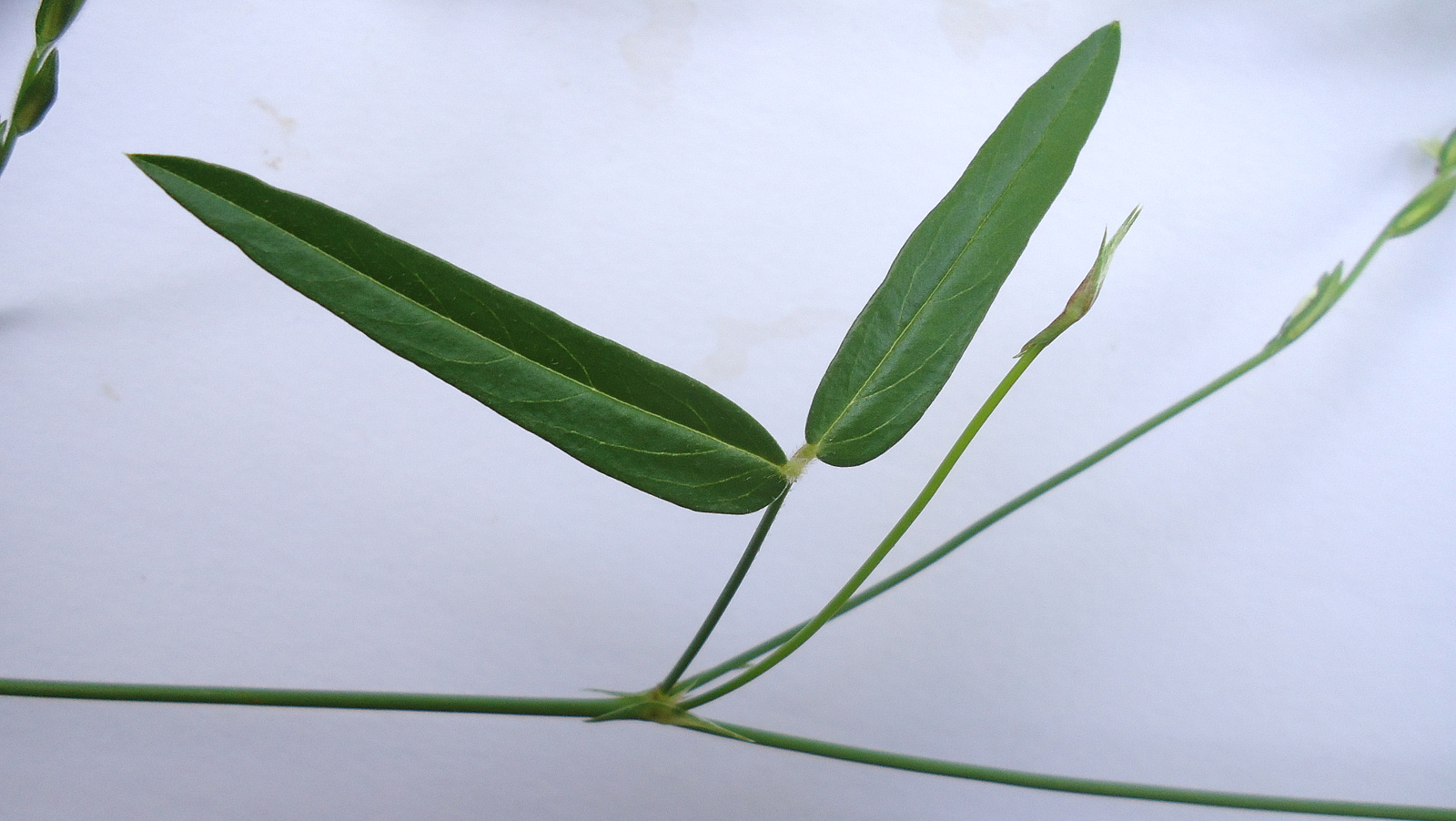
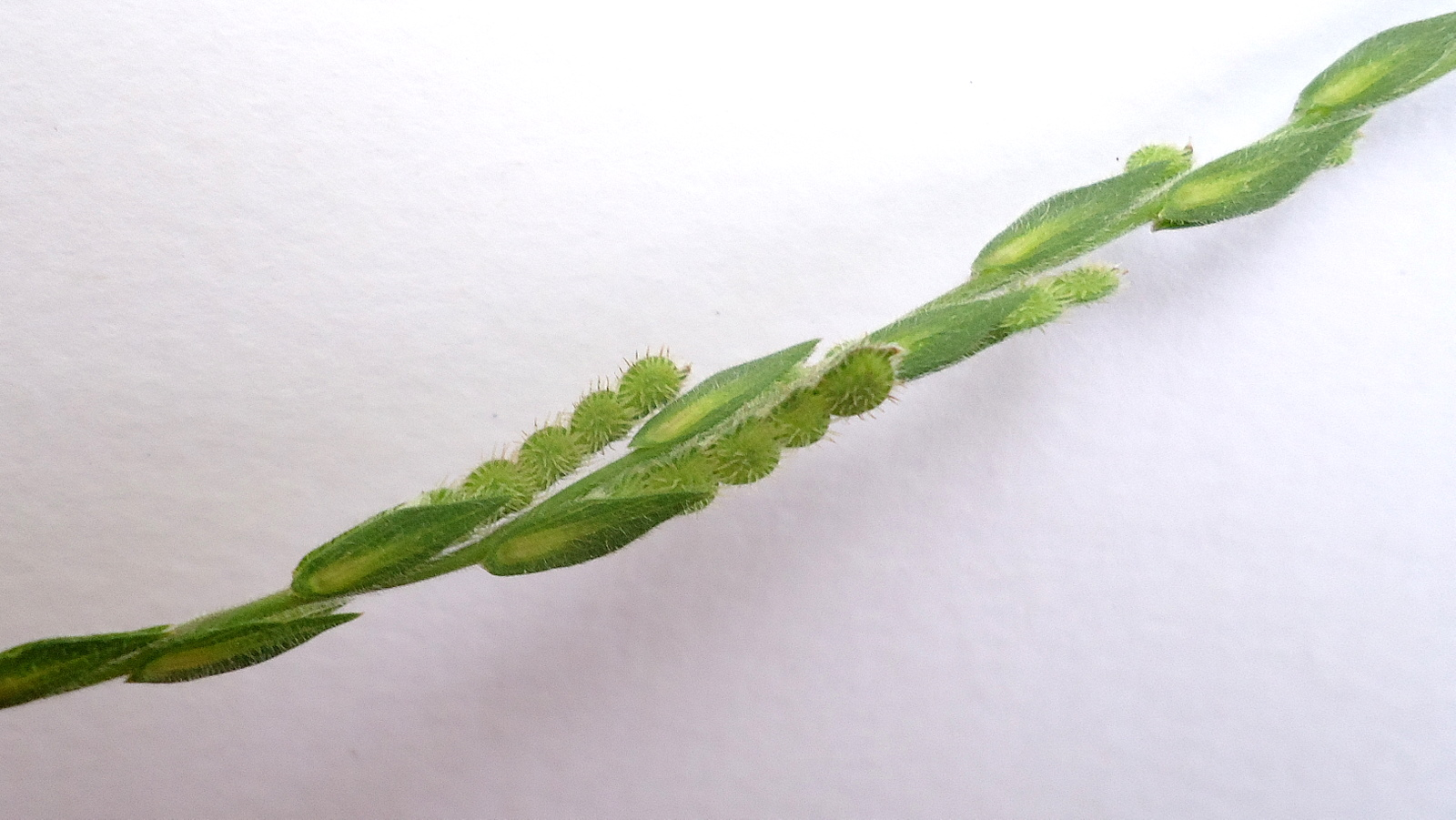
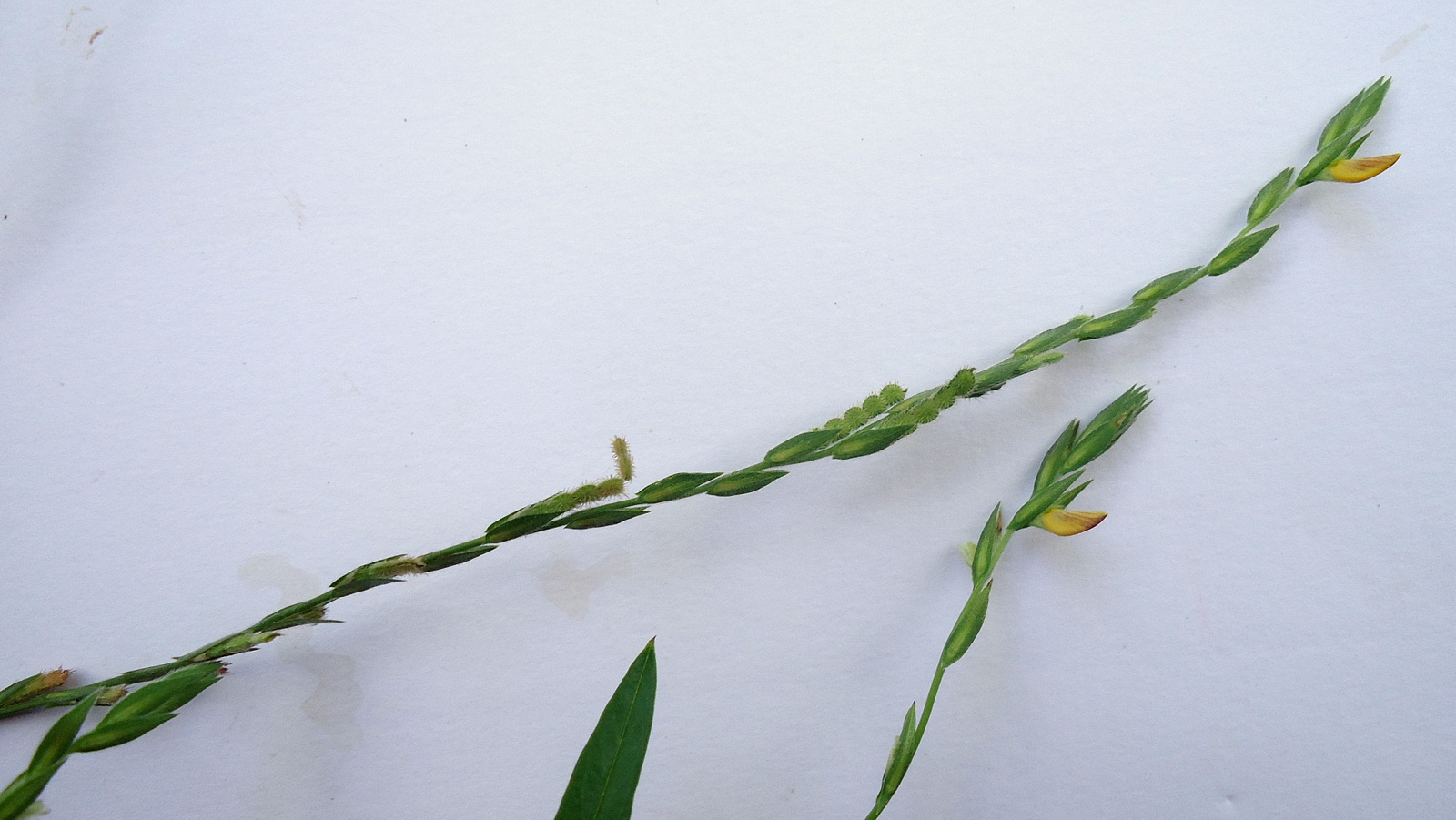
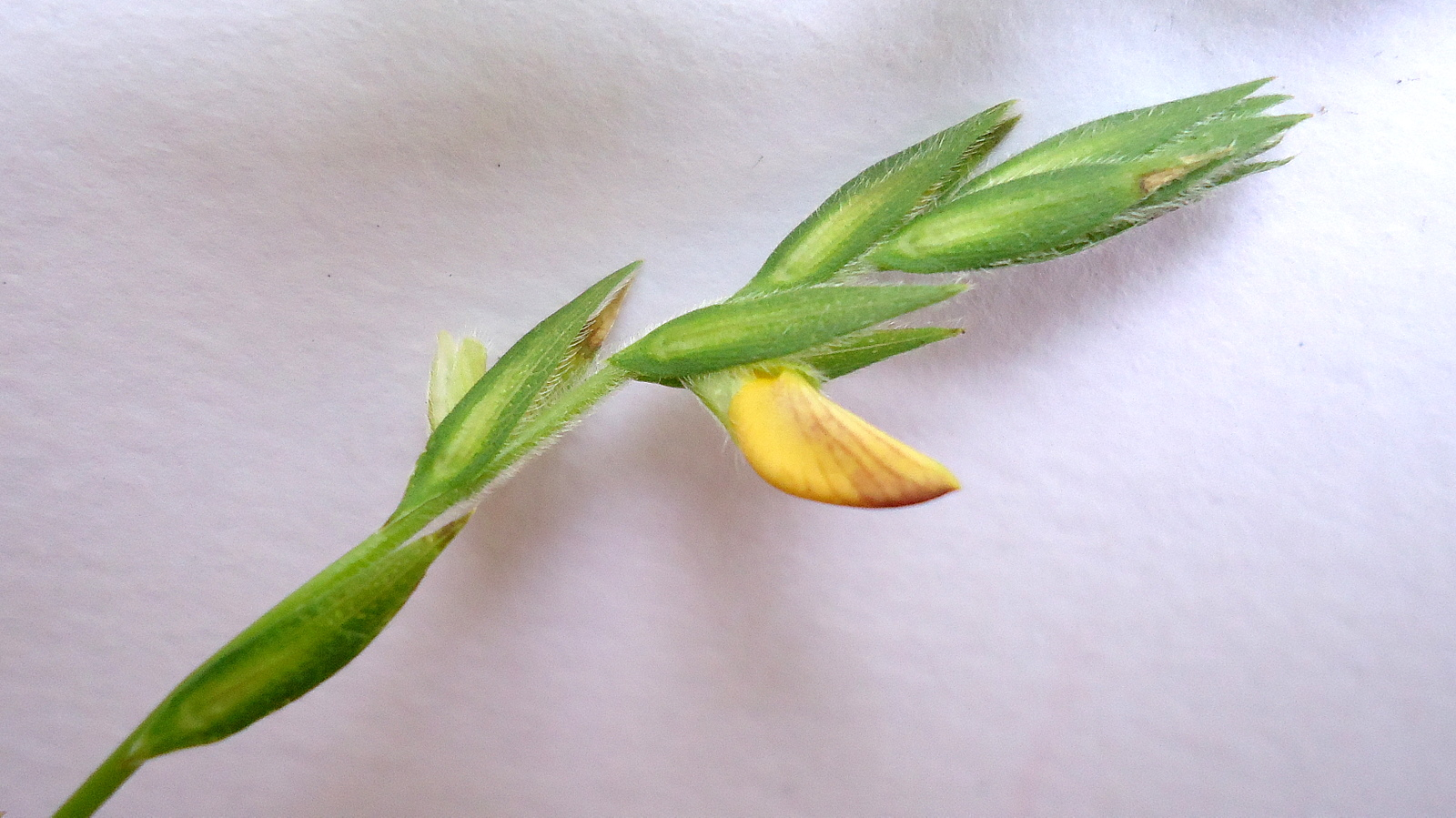
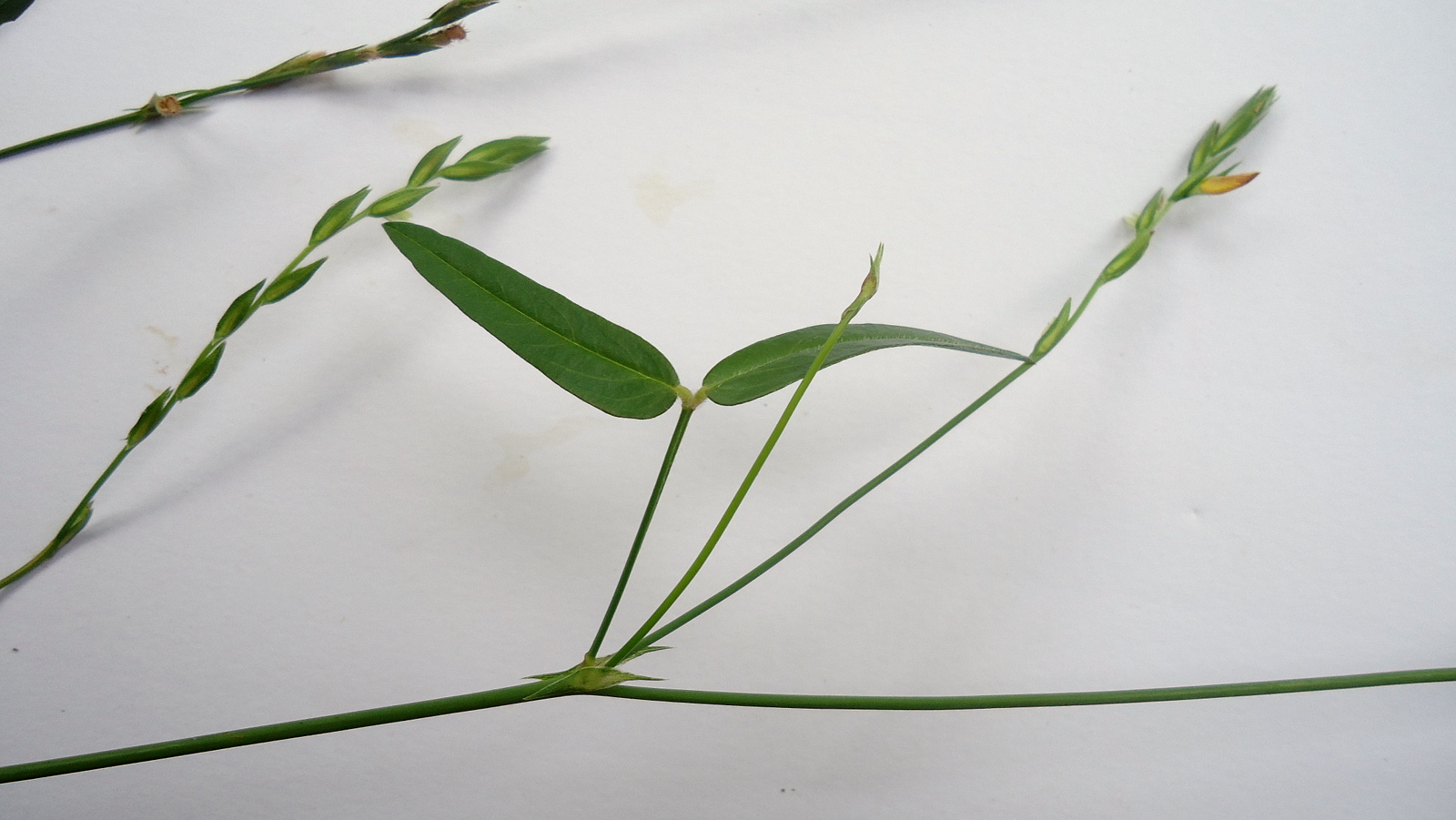
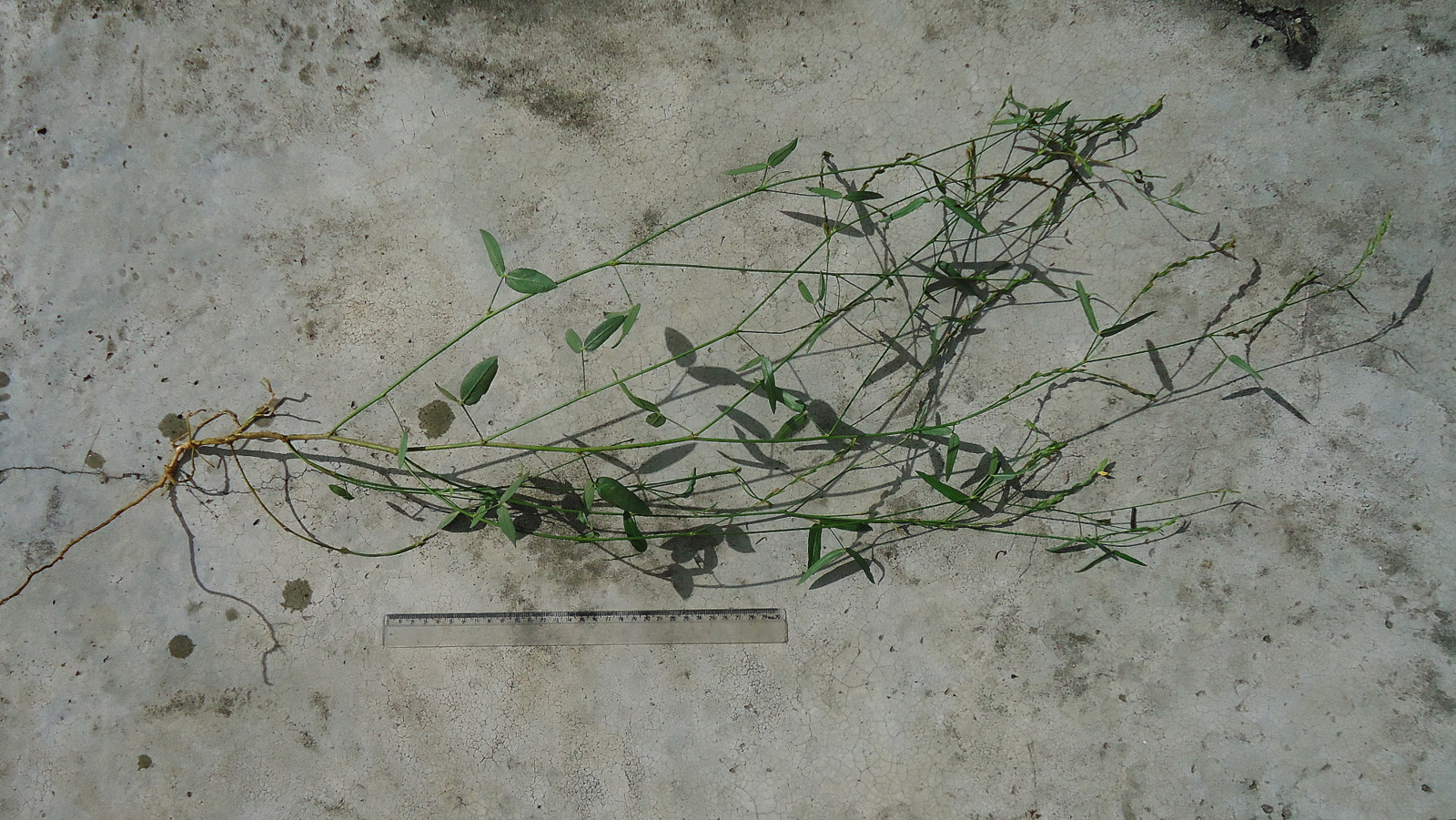